# Oxford (Mississipi)
Oxford és una població dels Estats Units a l'estat de Mississipi. Segons el cens del 2000 tenia 11.756 habitants.

## Demografia
Segons el cens del 2000, Oxford tenia 11.756 habitants, 5.327 habitatges, i 2.109 famílies. La densitat de població era de 455,3 habitants per km².
Dels 5.327 habitatges en un 17,5% hi vivien nens de menys de 18 anys, en un 26,9% hi vivien parelles casades, en un 10,1% dones solteres, i en un 60,4% no eren unitats familiars. En el 37,9% dels habitatges hi vivien persones soles el 8,2% de les quals corresponia a persones de 65 anys o més que vivien soles. El nombre mitjà de persones vivint en cada habitatge era de 2,05 i el nombre mitjà de persones que vivien en cada família era de 2,78.
Per edats la població es repartia de la següent manera: un 14,9% tenia menys de 18 anys, un 31,6% entre 18 i 24, un 27% entre 25 i 44, un 13,5% de 45 a 60 i un 13% 65 anys o més.
L'edat mediana era de 26 anys. Per cada 100 dones de 18 o més anys hi havia 100 homes.
La renda mediana per habitatge era de 20.526 $ i la renda mediana per família de 45.700 $. Els homes tenien una renda mediana de 33.750 $ mentre que les dones 22.284 $. La renda per capita de la població era de 18.672 $. Entorn de l'11,6% de les famílies i el 31,1% de la població estaven per davall del llindar de pobresa.

## Poblacions més properes
El següent diagrama mostra les poblacions més properes.